# Сезарини, Мариу

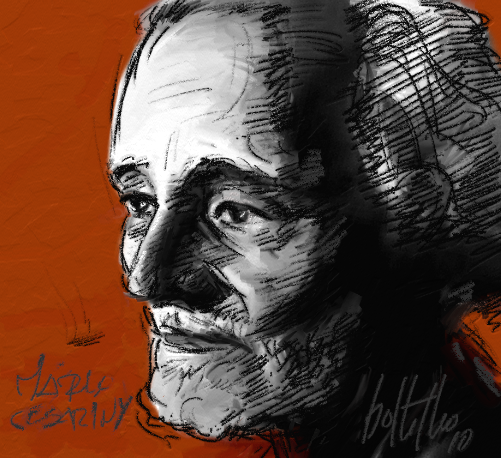
Мариу Сезарини

Ма́риу Сезари́ни де Вашконсе́луш (порт. Mário Cesariny de Vasconcelos, 9 августа 1923, Лиссабон — 26 ноября 2006, там же) — португальский поэт и художник, один из лидеров национального сюрреализма.

## Биография
Отец — португалец, мать — корсиканско-испанского происхождения, родилась в Париже. Учился в Высшей школе декоративного искусства, кроме того обучался музыке (фортепиано). В 1947 году занимался в Академии Гранд-Шомьер, познакомился с Бретоном. В том же году создал группу лиссабонских сюрреалистов вместе с Алешандре О’Ниллом и другими художниками и поэтами. Переводил Рембо, Арто и др. Занимался поэзией и живописью, с середины 1960-х годов — только живописью, постоянно испытывал финансовые трудности. До 1974 года (Революция гвоздик) преследовался полицией за бродяжнический образ жизни и гомосексуальные наклонности. Переизданные в 1980-х годах стихи Сезарини привлекли внимание читателей, были высоко оценены критикой и новыми поколениями поэтов. В последние годы жил у старшей сестры (умерла в 2004 году), открылся для публичной сферы — давал многочисленные интервью, в том числе — о своей личной жизни.
Умер от рака простаты.

## Избранные книги
- Учебник фокусника/ Manual de Prestidigitação (1956)
- Смертный грех/ Pena Capital (1957)
- Nobilíssima Visão (1959)
- Планисфера и другие стихотворения/ Planisfério e Outros Poemas (1961)
- Сожженный город/ A Cidade Queimada (1965)
- Виейра да Силва, Арпад Сенеш, или Цитадель сюрреализма/ Vieira da Silva, Arpad Szenes ou O Castelo Surrealista (1985)
- Чёрная Мадонна/ O Virgem Negra (1989)

## Признание и награды
Большой крест Ордена Свободы (2005), Большая литературная премия за совокупность созданного (2005). Стихи и поэтическая проза выходили книгами на французском, испанском, итальянском языках.